# شوری ساتو
شوری ساتو (انگلیسی: Shori Sato; ۳۰ اکتبر ۱۹۹۶ – ) بازیگر، و خواننده اهل ژاپن بود. وی از سال ۲۰۱۰ میلادی تاکنون مشغول فعالیت بوده‌است.